# Siège de Rome (545-546)
Pour les autres sacs de la ville de Rome, voir Sac de Rome.
Guerre des Goths (535-553)
Batailles
- Palerme (535)
- Naples (536)
- Rome (537-538)
- Vérone (541)
- Faventia (542)
- Mucellium (542)
- Naples (542-543)
- Rome (546)
- Rome (549-550)
- Sena Gallica (551)
- Taginae (552)
- Vésuve (552)
- Volturno (554)

Le deuxième siège de Rome par les Goths entre 545 et 546, lors de la guerre des Goths entre l'Empire byzantin et le royaume ostrogoth, intervient lors de la contre-offensive ostrogothe menée par le roi Totila, qui profite des errements stratégiques byzantins pour reprendre les positions perdues lors des premières années du conflit. Rome, qui est un objectif d'une importance politique cruciale, est alors soumise à un siège d'un an avant de tomber en dépit des tentatives de secours élaborées par les Byzantins. Au terme de cette chute, elle est soumise à un pillage d'importance qui aggrave le déclin de la ville.

## Contexte
La guerre des Goths débute en 535 avec l'invasion de l'Italie, occupée par les Ostrogoths, par l'Empire byzantin de Justinien. Celui-ci s'est lancé dans une entreprise de reconquête des territoires anciennement détenus par l'Empire romain et l'Italie est une cible cardinale étant donné qu'elle est le cœur historique de la puissance romaine. Rapidement, les Byzantins, menés par le général Bélisaire, s'emparent du Sud de l'Italie et de Rome que les Ostrogoths ne peuvent reprendre malgré un siège de treize mois entre 537 et 538. Par la suite, Bélisaire parvient à s'emparer de la quasi-totalité de l'Italie et à obtenir la reddition des Ostrogoths. Toutefois, son départ pour l'Orient en 540 met à mal cette conquête encore fragile et les Ostrogoths ne tardent pas à se rebeller en se choisissant comme roi Totila. Celui-ci profite de la faiblesse des effectifs byzantins en Italie et de la division du commandement entre plusieurs généraux pour reprendre méthodiquement les territoires perdus. Rome devient de nouveau le point névralgique du conflit étant donné son importance politique et symbolique. Elle est alors défendue par Bessas et, à partir de 545, est soumise à un blocus de plus en plus serré des Ostrogoths.

## Siège
La stratégie des Ostrogoths est de réduire la cité par la famine en la soumettant à un siège étroit. En outre, Bessas fait preuve de cupidité en profitant de la situation pour spéculer sur le prix des vivres et s'enrichir. De ce fait, la population ne tarde pas à souffrir de la famine. Rapidement, il apparaît que le salut de la cité impériale doit venir de l'extérieur, au travers de l'envoi de renforts à la garnison. Pour réagir à cette perte d'initiative en Italie, Justinien a renvoyé Bélisaire en Italie, qui décide très tôt de se porter au secours de Rome. Toutefois, il a d'abord besoin d'hommes supplémentaires et il envoie Jean à Constantinople pour les y trouver. Il met du temps à remplir sa mission mais parvient à regrouper une petite troupe qu'il emmène à Dyrrachium. De là, Bélisaire les envoie directement à Porto, le port de Rome situé à l'embouchure du Tibre. Commandée par Valentin et Phocas, cette force de secours mène une première sortie mais Bessas, pourtant au courant, ne fait rien. Une deuxième sortie est tentée le lendemain et, de nouveau, Bessas s'illustre par sa passivité. Cette fois-ci, Valentin et Phocas sont tués lors de l'affrontement.
Dans le même temps, le pape Vigile s'efforce d'acheminer des vivres dans la cité romaine. Il achète du blé alors qu'il est en Sicile, en route pour Constantinople. Néanmoins, les navires sont pris par les Ostrogoths qui viennent de s'emparer de Porto. À l'intérieur de la ville assiégée, la situation devient critique et des négociations sont entamées, sous la responsabilité du diacre Pélage. Il tente d'obtenir une trêve en assurant à Totila que la ville se rendra si aucun secours n'arrive avant la fin de cette période. Néanmoins, le monarque ostrogoth refuse cette proposition. Dès lors, la famine s'aggrave et les assiégés en sont réduits à se nourrir de tous les animaux qu'ils peuvent trouver comme des chiens ou des rats tandis que les suicides se multiplient. Pour Bélisaire, il devient urgent d'agir. Basé à Otrante, il décide de se rendre à Rome par la mer en quelques jours seulement mais Jean refuse de le suivre. Il préfère emprunter la voie terrestre et se lance dans la reconquête de l'Apulie, du Bruttium et de la Lucanie, délaissant Rome. Bélisaire arrive à Porto et se retrouve confronté à la mise en place d'un barrage sur le Tibre par les Ostrogoths, pour empêcher tout ravitaillement par voie fluviale. Cela ne l'empêche pas de tenter de forcer le barrage. Il regroupe deux cents barques chargées de vivres et de soldats et les lance en direction de Rome. Cette flottille est précédée de deux barques remplies de produits inflammables pour brûler les obstacles en bois dressés par Totila. Les Byzantins sont en passe de briser le blocus quand Bélisaire apprend qu'Isaac Kamsarakan, le chef de la garnison de Porto est capturé. Il en déduit immédiatement que la ville de Porto est tombée. Or, sa femme Antonina s'y trouve et il craint qu'elle ne fasse partie des prisonnières. Par conséquent, il bat en retraite précipitamment et, arrivant à Porto, se rend finalement compte que la ville est toujours tenue par les Byzantins. En réalité, Isaac Kamsarakan s'est risqué à une sortie au mépris des ordres de Bélisaire. Celui-ci ne peut que constater sa méprise et le fait qu'il a perdu une occasion décisive de secourir Rome, d'autant qu'il tombe gravement malade peu après.
Cet échec est la dernière tentative byzantine de sauver Rome. À l'intérieur de la ville, les assiégés sont dans une situation désespérée. Le 17 décembre 546, quatre soldats isauriens de la garnison font défection et ouvrent la porte Asinaria à Totila et à ses troupes. Bessas et ses hommes ont tout juste le temps de fuir avant le pillage de la ville. Si les massacres de civils sont rapidement interdits par Totila, la ville est mise à sac, les soldats s'emparant du trésor amassé par Bessas.

## Conséquences
La chute de Rome a une portée symbolique importante. Elle est la démonstration du retour en force des Ostrogoths et de la faillite des Byzantins à consolider leurs conquêtes des années précédentes. En s'emparant de la cité impériale, Totila fait la preuve de ses talents stratégiques et consolide sa position comme monarque. Toutefois, il ne s'attarde pas dans la ville et préfère partir en campagne contre Jean dans le Sud de l'Italie. En outre, il ne parvient pas à obtenir la paix auprès de Justinien. De ce fait, Bélisaire est en mesure de reprendre Rome dès avril 547. Cela démontre que la possession de Rome a une importance plus politique que militaire car il faut attendre encore plusieurs années pour que les Byzantins soient réellement en mesure de reprendre l'initiative et de remporter la guerre des Goths en 552-553, avec l'intervention de Narsès. La ville de Rome en elle-même est d'ailleurs reprise quelque temps en 550 par les Ostrogoths. En revanche, la position de Totila est effectivement fragilisée car le roi des Francs, Childebert Ier, refuse de lui donner sa fille en mariage au prétexte que la perte rapide de Rome a affaibli son prestige.
En ce qui concerne la cité romaine en elle-même, le siège et le sac qui s'ensuit ont des conséquences plus profondes. La population a grandement souffert des privations. Déjà déclinante depuis le IVe siècle, fragilisée par les sacs de 410 et de 455, Rome ressort épuisée de cette épreuve. Sa population continue de chuter et, à la fin de la guerre, elle n'est guère supérieure à 30 000 habitants. Si Totila a renoncé à démanteler les murailles sous la pression de Bélisaire, qui a d'ailleurs immédiatement restauré les pans en partie détruits, les destructions opérées ainsi que le pillage appauvrissent la cité. Cet impact est aggravé par le troisième siège que subit la ville entre 549 et 550. À l'image de l'impact plus global du conflit sur l'Italie, cet épisode confirme le déclin de Rome, de l'aristocratie romaine qui fuit en masse la ville et de l'Italie en général comme cœur de la puissance impériale.

## Crédit d'auteurs
- (en) Cet article est partiellement ou en totalité issu de l’article de Wikipédia en anglais intitulé « Sack of Rome (546) » (voir la liste des auteurs).